# Патч-Гроув (Вісконсин)
Патч-Гроув (англ. Patch Grove) — селище (англ. village) в США, в окрузі Грант штату Вісконсин. Населення — 201 особа (2020).

## Географія
Патч-Гроув розташований за координатами 42°56′25″ пн. ш. 90°58′20″ зх. д. / 42.94028° пн. ш. 90.97222° зх. д. (42.940412, -90.972290).  За даними Бюро перепису населення США в 2010 році селище мало площу 1,02 км², уся площа — суходіл.

## Демографія
Згідно з переписом 2010 року, у селищі мешкало 198 осіб у 82 домогосподарствах у складі 55 родин. Густота населення становила 194 особи/км².  Було 88 помешкань (86/км²).
Расовий склад населення:
| - 98,5 % — білих - 1,5 % — осіб інших рас |

До двох чи більше рас належало 0,0 %. Частка іспаномовних становила 4,0 % від усіх жителів.
За віковим діапазоном населення розподілялося таким чином: 25,3 % — особи молодші 18 років, 57,5 % — особи у віці 18—64 років, 17,2 % — особи у віці 65 років та старші. Медіана віку мешканця становила 37,5 року. На 100 осіб жіночої статі у селищі припадало 115,2 чоловіків;  на 100 жінок у віці від 18 років та старших — 108,5 чоловіків також старших 18 років.
Середній дохід на одне домашнє господарство  становив 51 754 долари США (медіана — 49 219), а середній дохід на одну сім'ю — 62 120 доларів (медіана — 56 875). Медіана доходів становила 33 750 доларів для чоловіків та 39 375 доларів для жінок. За межею бідності перебувало 9,0 % осіб, у тому числі 6,3 % дітей у віці до 18 років та 16,0 % осіб у віці 65 років та старших.
Цивільне працевлаштоване населення становило 80 осіб. Основні галузі зайнятості: виробництво — 30,0 %, освіта, охорона здоров'я та соціальна допомога — 15,0 %, мистецтво, розваги та відпочинок — 13,8 %.